# Rob Dunn
Rob Dunn (* ca. 1975), auch Rob Roberdeau Dunn, ist ein US-amerikanischer Biologe, Schriftsteller und Professor am Department of Biological Sciences der North Carolina State University. Er verfasste zahlreiche populärwissenschaftliche Bücher. Seine wissenschaftlichen Essays erschienen in Magazinen wie BBC Wildlife Magazine, Scientific American, Smithsonian Magazine, National Geographic und anderen. Dunn ist bekannt durch seine Bemühungen, die Öffentlichkeit als Citizen Scientists einzubeziehen, beispielsweise in Studien zu Gliederfüßern und zum humanen Mikrobiom. Seine Projekte umfassen weiterhin Studien zur Bauchnabel-Biodiversität, Termiten auf menschlichem Kot, Ameisen in Hinterhöfen sowie zu Pilzen und Bakterien in Häusern. Er absolvierte ein Fulbright-Forschungsstipendium in Australien.

## Leben
Dunn wuchs in der damals noch ländlichen Stadt Hartland, Michigan auf. Seine Jugend verbrachte er gern in der Natur, wo ihn Schlangen, Fische und Schildkröten interessierten. Der Keller seines Elternhauses war ständig mit Tieren gefüllt. 1997 erwarb er seinen Bachelor in Biologie am Kalamazoo College. Während seiner Studienzeit reiste er nach Ecuador. Dort wurde er zusammen mit einem Freund von Affen angegriffen. In Ecuador lebte Dunn auch in einer kleinen Bretterhütte an einem Fluss im Guajalito-Wald, wo häufig Brillenbären vorkommen, und führte dort eine Studie zu epiphytischen Bromeliengewächsen durch. Die Studie scheiterte, weil Pferde seine Studienobjekte fraßen.
Dunn erhielt 2003 einen Ph. D. in Ökologie und Evolution der University of Connecticut. An der University of Connecticut studierte Dunn die Renaturierung (Secondary succession/recovery) von tropischen Wäldern in Costa Rica, Peru und Bolivien nach Kahlschlag und Verwendung für traditionelle Landwirtschaft. Während dieser Studie kam er zu der Ansicht, er wisse weniger über den Regenwald als ein durchschnittliches achtjähriges Kind des Amazonasgebiets. Nach Abschluss seines PhD wurde er Fulbright Fellow an der Curtin University in Australien, wo er mit Jonathan Majer und Byron Lamont eine Studie zur Verbreitung von Samen anfertigte. Samen von seltenen und besonderen Pflanzenarten werden in Australien in erheblichem Umfang durch Ameisen verbreitet. Die Pflanzen produzieren kleine nahrhafte Samenanhänge (Elaiosom), die die Ameisen verzehren und dazu die Samen in ihre Nester tragen.
Nach seinem Forschungsaufenthalt ging Dunn als Postdoctoral Researcher an die University of Tennessee, Knoxville. Dort arbeitete er mit Nate Sanders über die Biodiversität des Great Smoky Mountains National Park. Diese Arbeit führte zu seinem Buch Every Living Thing. Dunn und Sanders arbeiten seither oft zusammen und haben die Global Ant Collaboration ins Leben gerufen, eine große Studiengruppe von Myrmekologen, die weltweit Ameisen erforscht. Dunn ging 2005 an die North Carolina State University, wo er zuerst im Zoology Department, dann im Biology Department angestellt war und mittlerweile im Biological Sciences Department.
An der North Carolina State University leitet Dunn verschiedene Projekte:
- „yourwildlife.org“-Programm[7], welches das Ziel hat, einer breiten Öffentlichkeit die Arten näherzubringen, die dem Menschen im täglichen Leben begegnen.[8]
- „Students Discover“[9]

Seine Arbeitsgebiete umfassen mittlerweile Waschbären, Bakterien-Biodiversität in Häusern, Riesen-Grillen in Häusern und die, als Bauchnabel-Biodiversität zusammengefasste, bakterielle Flora des menschlichen Bauchnabels.
In seinen populärwissenschaftlichen Büchern bearbeitet er eher ungewöhnliche Fragen:
Wie man ein neues superschweres Element (Transurane) findet, warum Männer Glatzen haben, wie moderne Hühner sich entwickelt haben, ob ein Virus fett machen kann, oder die Schönheit des Sankt-Lorenz-Golfes, die Biologie von Insekteneiern, das geheime Leben von Katzen, die Theorie von ökologischer Medizin, warum unser Ansatz über Kalorien nachzudenken falsch ist, warum Affen (und früher auch Homo sapiens) eher in der Dunkelheit ihren Nachwuchs zur Welt brachten.

## Werke
- Every Living Thing: Man’s Obsessive Quest to Catalog Life, from Nanobacteria to New Monkeys. HarperCollins Publishers 2009.[11]
- The Wild Life of Our Bodies. HarperCollins Publishers 2011.
- The Man Who Touched His Own Heart. Little Brown 2015. Eine Biographie von Werner Forssmann.
- Never Out of Season: How Having the Food We Want When We Want It Threatens Our Food Supply and Our Future. Little, Brown 2017.
- Never Home Alone. Basic Books 2018. Deutsche Übersetzung: Rob Dunn: Nie allein zu Haus: Von Mikroben über Tausendfüßer und Höhlenschrecken bis zu Honigbienen – die Naturgeschichte unserer Häuser. Springer Berlin Heidelberg, Berlin, Heidelberg 2021, ISBN 978-3-662-61585-0, doi:10.1007/978-3-662-61586-7 (springer.com).
- A Natural History of the Future: What the Laws of Biology Tell Us about the Destiny of the Human Species. Basic, New York 2021, ISBN 978-1-5416-1930-2.